# Премия Дэна Дэвида
Премия Дэна Дэвида (ивр. פרס דן דוד‎, англ. Dan David Prize) — международная премия, присуждаемая людям или организациям, оказавшим выдающее влияние на науку, технологии, культуру или общество в трёх номинациях: Прошлое, Настоящее, Будущее. Носит имя мецената Дэна Дэвида, выделившего на премию 100 миллионов долларов в 2000 году.
Размер награды в каждой номинации — 1 млн долларов США. Лауреаты обязаны 10 % от своих наград перечислить выдающимся молодым исследователям в своей области в виде стипендий. Церемония награждения проводится в Тель-Авивском университете. Премией награждены 5 лауреатов Нобелевской премии.

## Лауреаты
| Год  | Лауреат                                                          | Номинация | Область                                                          |
| ---- | ---------------------------------------------------------------- | --------- | ---------------------------------------------------------------- |
| 2002 | Warburg Library                                                  | Прошлое   | История                                                          |
| 2002 | Уильям Дэниэл Хиллис                                             | Настоящее | Технологии, информация и общество                                |
| 2002 | Сидней Бреннер, Джон Салстон, Роберт Уотерстон                   | Будущее   | Науки о жизни (биологические науки)                              |
| 2003 | Мишель Брюне                                                     | Прошлое   | Палеоантропология                                                |
| 2003 | Джеймс Нахтвей, Фредерик Уайзман                                 | Настоящее | Печатные и электронные медиа                                     |
| 2003 | Джон Бакал                                                       | Будущее   | Космология и астрономия                                          |
| 2004 | Рим, Стамбул, Иерусалим                                          | Прошлое   | Города: Историческое наследие                                    |
| 2004 | Клаус Мартин Шваб                                                | Настоящее | Лидерство: Изменение нашего мира                                 |
| 2004 | Роберт Вурц, Amiram Grinvald, Уильям Ньюсом                      | Будущее   | Науки о мозге                                                    |
| 2005 | Graeme Barker, Исраэль Финкельштейн                              | Прошлое   | Археология                                                       |
| 2005 | Питер Брук                                                       | Настоящее | Исполнительское Искусство: Танец, Кино, Музыка, Театр            |
| 2005 | Роберт Лангер, Джордж Уайтсайдс, Чинтамани Нагеса Рамачандра Рао | Будущее   | Материаловедение                                                 |
| 2006 | Йо-Йо Ма                                                         | Прошлое   | Сохранение культурного наследия: Вклад отдельных лиц             |
| 2006 | Магди Аллам, Monica Gonzalez, Адам Михник, Гунаван Мохамад       | Настоящее | Журналисты печатных медиа                                        |
| 2006 | Джон Мендельсон, Джозеф Шлессингер                               | Будущее   | Лечение рака                                                     |
| 2007 | Жак Ле Гофф                                                      | Прошлое   | Историки: Авторы Основных произведений истории                   |
| 2007 | Паскаль Дюсапен, Зубин Мета                                      | Настоящее | Современная музыка                                               |
| 2007 | Джеймс Хансен, Jerry Olson, Sarah Kurtz                          | Будущее   | Поиск энергии                                                    |
| 2008 | Амос Оз, Том Стоппард, Атом Эгоян                                | Прошлое   |                                                                  |
| 2008 | Альберт Гор                                                      | Настоящее | Социальная ответственность с особым акцентом на окружающую среду |
| 2008 | Эллен Мосли-Томпсон и Лонни Томпсон, Geoffrey Eglinton           | Будущее   | Геонауки                                                         |
| 2009 | Паоло Де Бернардис, Эндрю Ланге, Paul Linford Richards           | Прошлое   | Астрофизика − История Вселенной                                  |
| 2009 | Тони Блэр                                                        | Настоящее | Лидерство                                                        |
| 2009 | Роберт Галло                                                     | Будущее   | Глобальное здравоохранение                                       |
| 2010 | Джорджо Наполитано                                               | Прошлое   | Марш к демократии                                                |
| 2010 | Маргарет Этвуд, Амитав Гош                                       | Настоящее |                                                                  |
| 2010 | Леонард Клейнрок, Гордон Мур, Михаэль Ошер Рабин                 | Будущее   | Компьютеры и телекоммуникации                                    |
| 2011 | Маркус Фельдман                                                  | Прошлое   | Эволюция                                                         |
| 2011 | Братья Коэн                                                      | Настоящее | Кино и общество                                                  |
| 2011 | Синтия Кеньон, Гэри Равкан                                       | Будущее   | Старение                                                         |
| 2012 | Роберт Конквест, Мартин Гилберт                                  | Прошлое   | История / Биография                                              |
| 2012 | Уильям Кентридж                                                  | Настоящее | Пластическое искусство                                           |
| 2012 | Дэвид Ботштейн, Эрик Лэндер, Крейг Вентер                        | Будущее   | Исследование генома                                              |
| 2013 | Джеффри Ллойд                                                    | Прошлое   | Классика, современное наследие древнего мира                     |
| 2013 | Мишель Серр, Леон Уисельтир                                      | Настоящее | Идеи, общественные интеллектуалы и современные философы          |
| 2013 | Эстер Дуфло, Alfred Sommer                                       | Будущее   | Профилактическая медицина                                        |
| 2014 | Krzysztof Czyżewski, Пьер Нора, Саул Фридлендер                  | Прошлое   | История и память                                                 |
| 2014 | Джон Харди, Peter St. George-Hyslop, Бренда Милнер               | Настоящее | Борьба с потерей памяти                                          |
| 2014 | Марвин Ли Минский                                                | Будущее   | Искусственный интеллект, цифровой разум                          |
| 2015 | Питер Браун, Alessandro Portelli                                 | Прошлое   | Восстановление прошлого: Историки и их источники                 |
| 2015 | Джимми Уэйлс                                                     | Настоящее | Информационная революция                                         |
| 2015 | Cyrus Chothia David Haussler Michael Waterman                    | Будущее   | Биоинформатика                                                   |
| 2016 | Инга Клендиннен Catherine Hall Arlette Farge                     | Прошлое   | Социальная история − Новые направления                           |
| 2016 | Энтони Аткинсон Франсуа Бургиньон Джеймс Хекман                  | Настоящее | Борьба с бедностью                                               |
| 2016 | Павлос Аливизатос Чад Миркин Джон Пендри                         | Будущее   | Нанонаука                                                        |
| 2017 | Сванте Паабо Дэвид Райх                                          | Прошлое   | Археология и естественные науки                                  |
| 2017 | Джамайка Кинкейд Авраам Б. Иегошуа                               | Настоящее | Литература                                                       |
| 2017 | Neil Gehrels Shrinivas Kulkarni Andrzej Udalski                  | Будущее   | Астрономия                                                       |
| 2018 | Лоррейн Дастон, Эвелин Келлер, Саймон Шаффер                     | Прошлое   | История науки                                                    |
| 2018 | Иезекииль Эмануэль, Jonathan Glover, Мэри Уорнок                 | Настоящее | Биоэтика                                                         |
| 2018 | Карло Кроче, Мэри-Клэр Кинг, Берт Фогельштейн                    | Будущее   | Персонализированная медицина                                     |
| 2019 | Кеннет Померанц, Sanjay Subrahmanyam                             | Прошлое   |                                                                  |
| 2019 | Майкл Игнатьев, Репортёры без границ                             | Настоящее |                                                                  |
| 2019 | Кристиана Фигерес                                                | Будущее   |                                                                  |
| 2020 | Lonnie Bunch, Barbara Kirshenblatt-Gimblett                      | Прошлое   |                                                                  |
| 2020 | Gita Sen, Дебора Диниз                                           | Настоящее |                                                                  |
| 2020 | Демис Хассабис, Амнон Шашуа                                      | Будущее   |                                                                  |
| 2021 | Элисон Башфорд, Кэтрин Парк, Кит Вайлу                           | Прошлое   |                                                                  |
| 2021 | Энтони Фаучи                                                     | Настоящее |                                                                  |
| 2021 | Zelig Eshhar, Карл Джун, Стивен Розенберг                        | Будущее   |                                                                  |

Лауреаты 2024 года будут объявлены весною.